# Туршос (община)
Община Туршос (на шведски: Torsås kommun) е административна единица, разположена на територията на лен Калмар, южна Швеция. Притежава обща площ 472 km2 и население 6879 души (към 31 декември 2013). На север община Туршос граничи с общините Емабуда и Калмар от същия лен, на юг с община Карлскруна от лен Блекинге, а на изток с Балтийско море. Административен център на община Туршос е едноименния град Туршос.

## Население
Населението на община Туршос през последните няколко десетилетия е с тенденция към намаляване. Гъстотата на населението е 14,61 д/km2.
| Население на община Туршос в годините между 1970 и 2010 | Население на община Туршос в годините между 1970 и 2010 | Население на община Туршос в годините между 1970 и 2010 | Население на община Туршос в годините между 1970 и 2010 | Население на община Туршос в годините между 1970 и 2010 |
| ------------------------------------------------------- | ------------------------------------------------------- | ------------------------------------------------------- | ------------------------------------------------------- | ------------------------------------------------------- |
| Година                                                  |                                                         |                                                         | Население                                               |                                                         |
| 1970                                                    | 1970                                                    |                                                         | 7574                                                    | 7574                                                    |
| 1975                                                    | 1975                                                    |                                                         | 7670                                                    | 7670                                                    |
| 1980                                                    | 1980                                                    |                                                         | 7923                                                    | 7923                                                    |
| 1985                                                    | 1985                                                    |                                                         | 7870                                                    | 7870                                                    |
| 1990                                                    | 1990                                                    |                                                         | 7873                                                    | 7873                                                    |
| 1995                                                    | 1995                                                    |                                                         | 7852                                                    | 7852                                                    |
| 2000                                                    | 2000                                                    |                                                         | 7468                                                    | 7468                                                    |
| 2005                                                    | 2005                                                    |                                                         | 7240                                                    | 7240                                                    |
| 2010                                                    | 2010                                                    |                                                         | 6962                                                    | 6962                                                    |
| Източник: SCB - Преброяване по регион и време           |                                                         |                                                         |                                                         |                                                         |

## Селищни центрове в общината
Селищните центрове (на шведски: tätort) в община Туршос са 3 и към 31 декември 2010 година имат съответно население:
| # | Селищен център         | Население към 31 декември 2010 |
| - | ---------------------- | ------------------------------ |
| 1 | Туршос (Torsås)        | 1848                           |
| 2 | Бериквара (Bergkvara)  | 940                            |
| 3 | Сьодерокта (Söderåkra) | 912                            |

Административният център на община Туршос е удебелен.
В общината има и няколко много малки населени места (на шведски: småort), които по дефиниция имат население между 50 и 199 души. Такова към дата 31 декември 2005 година е Gullabo (142 души) и редица още по-малки селища .